# Rhacochelifer sonyae
Rhacochelifer sonyae är en spindeldjursart som beskrevs av Volker Mahnert 1991. Rhacochelifer sonyae ingår i släktet Rhacochelifer och familjen tvåögonklokrypare. Inga underarter finns listade i Catalogue of Life.